# Dariusz Sztylka
Dariusz Marcin Sztylka (ur. 2 maja 1978 we Wrocławiu) – polski piłkarz, występujący na pozycji defensywnego pomocnika bądź środkowego obrońcy. Do jego głównych atutów można zaliczyć grę głową i przydatność w pojedynkach powietrznych, a także prostopadłe podania do napastników. Latem 2012 roku, po zdobyciu mistrzostwa Polski i jedenastu latach gry w Śląsku Wrocław, zakończył karierę piłkarską. Na początku XXI wieku określany mianem ikony i legendy Śląska Wrocław.

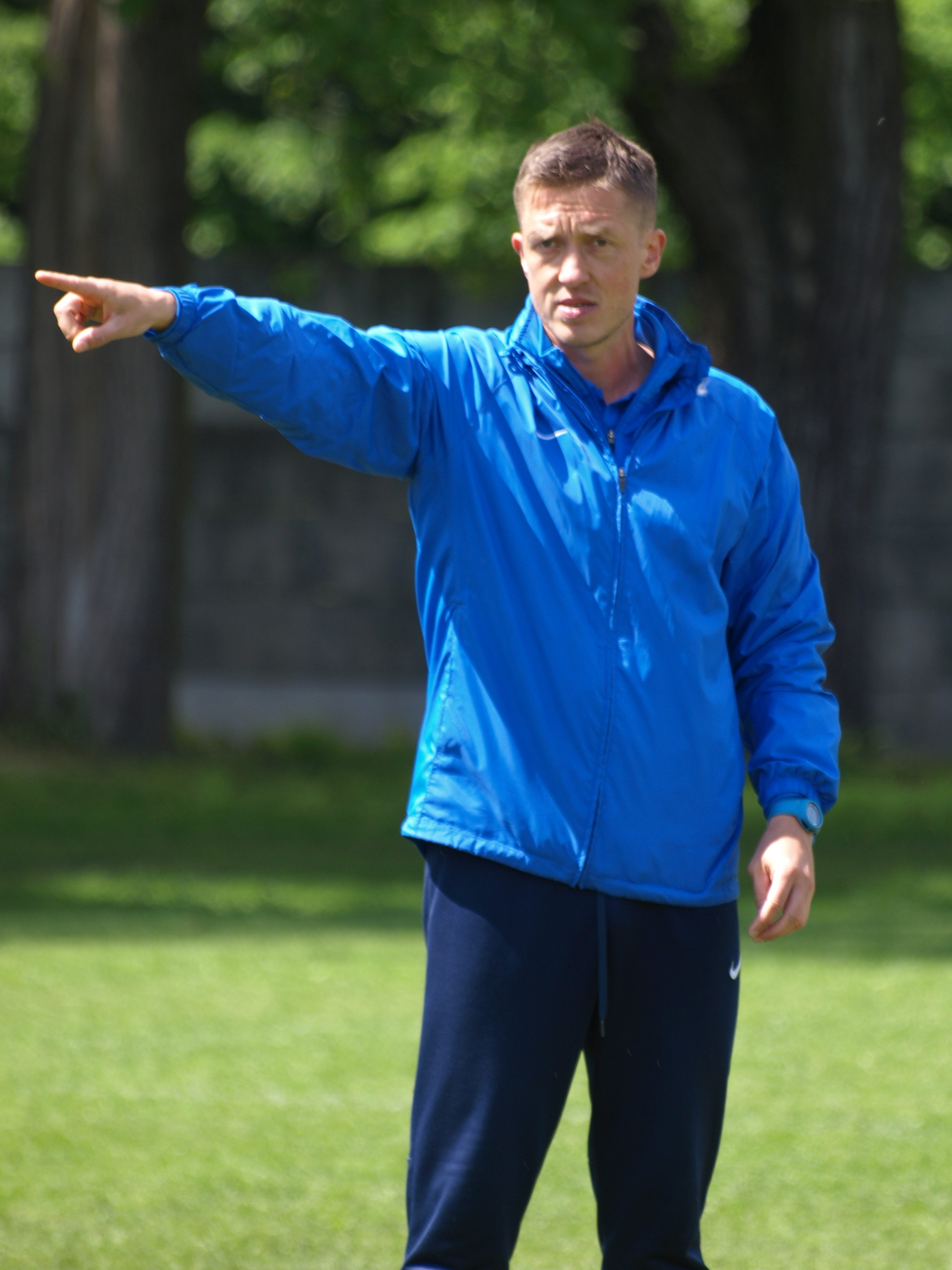
Dariusz Sztylka współwłaściciel i trener Akademii Piłkarskiej Olympic Wrocław

## Dzieciństwo i lata juniorskie
Dariusz Sztylka wychowywał się w bloku przy ul. Bzowej we Wrocławiu, około 200 metrów od stadionu przy ul. Oporowskiej na którym swoje mecze rozgrywał Śląsk Wrocław. Jego idolami w dzieciństwie byli liderzy Śląska w latach osiemdziesiątych – Andrzej Rudy i Ryszard Tarasiewicz (kilkadziesiąt lat później trener Sztylki). Sztylka był również czynnym kibicem tej drużyny, jeździł na mecze wyjazdowe. Jego ulubionymi przedmiotami w szkole był język polski i historia.

Darek od zawsze grał w środku pola. Był liderem. Prowadził się dobrze, można rzec - sportowo. Był posłuszny, nigdy nie zawodził trenerów, wiedział, co chce osiągnąć. Inni chłopcy go szanowali, bo bardzo dobrze grał. No i nosił opaskę kapitana.

W tym samym bloku co Sztylkowie mieszkała rodzina Paluszków, w której ojciec (Ryszard) i syn (Krzysztof) byli trenerami wrocławskich drużyn. Ośmioletniemu Sztylce Krzysztof Paluszek (późniejszy dyr. sportowy Śląska Wrocław) zaproponował grę w młodzieżowym zespole Wratislavii. Na treningi dowoził go swoim samochodem. W tym klubie grał do 1997 roku, ze swoją drużyną jeździł na zagraniczne turnieje i zdobywał pomniejsze tytuły (m.in. mistrzostwo Dolnego Śląska). W tym zespole grał z Krzysztofem Wołczkiem, późniejszym partnerem z defensywy Śląska Wrocław.

## Kariera seniorska

### Zagłębie Lubin i Polar Wrocław
W 1997 roku przeszedł do I-ligowego Zagłębia Lubin, co było sportowym awansem młodego zawodnika. Dariusz Sztylka w nowym mieście miał problemy z aklimatyzacją i grą. Zwrócił się do ówczesnego trenera Zagłębia Adama Topolskiego o możliwość wypożyczenia do innego klubu. Po zaledwie dwóch miesiącach pobytu w Lubinie Sztylka został wypożyczony do III-ligowego Polaru Wrocław. Trenerem tego zespołu był wówczas Ryszard Paluszek. Powrót do Wrocławia dobrze zrobił młodemu zawodnikowi, Sztylka dzięki udanym występom został wykupiony przez Polar i takim sposobem nie zagrał w barwach Zagłębia Lubin ani minuty. W zespole Polaru występował przez trzy sezony, aż w końcu przeniósł się do I-ligowego Śląska Wrocław.

### Śląsk Wrocław
W pierwszym sezonie wystąpił w pierwszej lidze trzy razy. Zadebiutował w marcu 2001 roku w końcówce wyjazdowego meczu z Górnikiem Zabrze. Zagrał 13 minut. Po latach, zawodnik przyznał, że było to dla niego bardzo emocjonalne wydarzenie, gdyż od dzieciństwa marzył o tym aby zagrać w barwach Śląska Wrocław. W tamtym czasie liderami Śląska byli Piotr Jawny, Krzysztof Sadzawicki, Leszek Pisz i Grzegorz Szamotulski.
Kolejny sezon pierwszej ligi (2001/2002) był eksperymentalnie rozgrywany systemem grupy spadkowej i mistrzowskiej. Okazał się on bardziej udany da Sztylki aniżeli jego drużyny. Pomocnik został podstawowym zawodnikiem składu i wystąpił w ekstraklasie 22 razy, strzelając 2 gole. Pierwszego gola dla Śląska zdobył 16 września 2001 roku w Warszawie przeciwko Legii Warszawa. Mecz 4:3 zwyciężyli wrocławianie. Nie był to jednak udany sezon dla Śląska Wrocław, ponieważ klub zajął przedostatnie miejsce w tabeli i został zdegradowany do II ligi.
Sezon 2002/2003 również nie był udany dla Śląska Wrocław. Spadkowicz z najwyższej klasy rozgrywkowej zajął dopiero 15. lokatę w tabeli II ligi i został zdegradowany do III ligi. Dariusz Sztylka zagrał w 29 meczach, strzelając dwa gole w wysoko wygranych meczach przeciwko Hetmanowi Zamość i Stomilowi Olsztyn. Po tym sezonie 25-letni Sztylka przejął opaskę kapitańską Śląska po Piotrze Jawnym.

Zawsze powtarzam, że to on był, jest i będzie prawdziwym kapitanem Śląska. Ja tylko przejąłem po nim opaskę.

Od tego czasu Dariusz Sztylka przez cały czas występuje we wrocławskiej drużynie, jako kapitan prowadząc zespół do dwóch awansów: w sezonie 2004/05 z III do II ligi, a w sezonie 2007/08 z II ligi do Ekstraklasy. Dariusz Sztylka po meczu z Arką Gdynia gdzie zdobył gola ogłosił zakończenie kariery piłkarskiej, jednak zmienił zdanie i 27 czerwca 2011 podpisał kolejny, roczny kontrakt ze Śląskiem. W sezonie 2011/2012 ze Śląskiem wywalczył mistrzostwo Polski.

## Życie prywatne
Żonaty z Magdą, którą poznał na wieczornej zabawie po meczu derbowym ze Ślęzą w czasie gry w III lidze w Polarze Wrocław. Sztylka został uznany najlepszym zawodnikiem tamtego spotkania - zdobył bramkę, a Polar wygrał mecz - za co, w nagrodzę dostał mikrofalówkę. Ma dwóch synów : Łukasza i Kacpra.